# Alexis Bonnet
Alexis Frantz Christophe Bonnet (* 2. Juli 1966 in Marseille) ist ein französischer Mathematiker und Finanzmanager.
1983 und 1984 gewann er die Silbermedaille auf der Mathematik-Olympiade. Bonnet studierte ab 1985 an der École polytechnique und der École des Mines. Er promovierte 1992 an der Universität Paris VI (Sur quelques problèmes d'analyse non linéaire avec applications à la combustion) bei Henri Berestycki. Danach ging er zu Goldman Sachs. Er ist einer der Chief Executive Officers und Mitgründer (2005) von Methodology Asset Management in London.
1996 erhielt er den EMS-Preis für seine Arbeiten zur Mumford-Shah-Vermutung in der Bildverarbeitung, das ein schwieriges Variationsproblem darstellt, sowie in der Theorie der partiellen Differentialgleichungen (Flammen-Ausbreitung, Verbrennung).

## Schriften
- On the regularity of edges in image segmentation, Annales de l’institut Henri Poincaré (C) Analyse non linéaire 13, 1996, S. 485–528 (englisch)
- mit Guy David: Cracktip is a global Mumford-Shah minimizer, Astérisque 274, Société Mathématique de France, Paris 2001, ISBN 2-85629-108-2 (englisch)